# FA Cup 1871-1872
La Football Association Challenge Cup 1871-72 è stata la prima edizione della Football Association Challenge Cup, attualmente nota col nome di FA Cup, la più antica competizione calcistica per club al mondo. Quindici dei cinquanta club appartenenti alla federazione presero parte alla competizione, e tre di questi furono selezionati senza disputare alcuna partita. Nella finale, giocatasi al Kennington Oval, a Londra, il 16 marzo 1872, i Wanderers sconfissero i Royal Engineers con un solo gol, segnato da Morton Betts, che giocava con lo pseudonimo di A.H. Chequer.
Il prestigioso club scozzese del Queen's Park riuscì a entrare nella competizione e a giungere sino alle semifinali senza dover giocare neanche una partita, a causa di una sorprendente combinazione d'incapacità nel definire il terreno di gioco, di avversari che si ritiravano dalla competizione e dei cosiddetti byes, ovvero del passaggio al turno successivo a causa di un numero dispari di partecipanti e di particolari meriti della squadra. Dopo avere costretto i Wanderers a un pareggio nella semifinale, però, non poterono permettersi il viaggio per Londra per giocare il replay, e per questo furono costretti loro stessi a ritirarsi dalla competizione, lasciando gli avversari liberi di accedere alla finale. Al tempo vigeva anche un'altra regola, che affermava che, nel caso di una partita già stabilita, entrambe le squadre potevano accedere al turno successivo a discrezione del comitato organizzatore, e la cosa si verificò in due casi. Situazioni del genere, insieme a questioni di disorganizzazione dovute al fatto che questa era la prima volta del trofeo, portarono al verificarsi di curiosi eventi come il cammino del Queen's Park.

## Premesse
La Football Association, l'organo di governo del calcio in Inghilterra, esisteva già del 1863, ma per i primi otto anni della sua esistenza si limitava a gestire incontri amichevoli fra le varie squadre, senza che nessun premio fosse messo in palio. Nel 1871, però, Charles Alcock, segretario della federazione, concepì l'idea di un torneo a eliminazione diretta, aperto a tutti i club membri, con un trofeo messo in palio. L'ispirazione, si pensa, venne dai giorni trascorsi da Alcock alla Harrow School, dove le quattro case in cui si divideva la scuola competevano ogni anno per l'assegnazione del titolo di Cock House.
L'iscrizione, quindi, era aperta a tutti i cinquanta club iscritti alla federazione, ma solo dodici di loro scelsero di partecipare: Barnes, Civil Service, Clapham Rovers, Crystal Palace, Hampstead Heathens, Harrow Chequers, Harrow School, Lausanne, Royal Engineers, Upton Park, Wanderers e Windsor Home Park. Prima che la competizione si avviasse con il primo turno, però, l'Harrow School, il Lausanne e il Windsor Home Park si ritirarono, riducendo i partecipanti a nove. Altri sei club, però, deciserò d'inserirsi, e fra questi c'era il club più importante della Scozia, il Queen's Park.
La maggior parte dei club che s'iscrissero per primi alla competizione sono ora dissolti. Il Queen's Park ha continuato a partecipare alla FA Cup fino al 1887, quando la Scottish Football Association proibì ai propri club di partecipare a competizioni organizzate dalla federazione inglese. Questo però non si verificò per tutti i club, e infatti alcuni club delle leghe minori del campionato scozzese continuarono e continuano tuttora a partecipare alla competizione. Ad esempio, Il Marlow e il Maidenhead (oggi Maidenhead Utd) sono ancora attivi, ed entrambi hanno perso una sola stagione della competizione. Esiste ancora, inoltre, un club che deriva dal Civil Service, e milita in Amateur Football Alliance, una lega dilettantistica. Il Crystal Palace del 1871-72 non è collegato con l'odierno Crystal Palace, fondato nel 1905. La squadra di Hitchin degli anni Settanta dell'Ottocento si rinnovò per trasformarsi nel moderno Hitchin Town nel 1928.

## Calendario della competizione
| Turni            | Date                             | Partite disputate | Club  | Nuove partecipanti |
| ---------------- | -------------------------------- | ----------------- | ----- | ------------------ |
| Primo turno      | 11 novembre 1871                 | 7 (4 giocate)     | 15→10 | 15                 |
| Secondo turno    | 16 dicembre 1871/10 gennaio 1872 | 5 (4 giocate)     | 10→5  | -                  |
| Quarti di finale | 20/27 gennaio 1872               | 2                 | 5→4   | -                  |
| Semifinale       | 17 febbraio/9 marzo 1872         | 2                 | 4→2   | -                  |
| Finale           | 16 marzo 1872                    | 1                 | 2→1   | -                  |

## Primo turno
Nonostante per il primo turno fossero in programma sette partite, se ne disputarono solamente quattro. Sia i Wanderers che i Royal Engineers vinsero le loro partite per il ritiro degli avversari (rispettivamente, gli Harrow Chequers e i Reigate Priory), e poiché né i Queen's Park né il Donington School trovarono l'accordo sulla data del match, furono entrambi fatti passare al turno successivo senza giocare. Poiché così facendo il numero dei partecipanti divenne dispari, agli Hampstead Heathens fu accordato il bye, il passaggio del turno senza dover giocare. Il primo gol realizzato in FA Cup è stato di Jarvis Kenrick del Clapham Rovers.
| Squadra Locale     | Punteggio                                                       | Squadra Ospite   | Data             |
| ------------------ | --------------------------------------------------------------- | ---------------- | ---------------- |
| Barnes             | 2–0                                                             | Civil Service    | 11 novembre 1871 |
| Hitchin            | 0-0                                                             | Crystal Palace   | 11 novembre 1871 |
| Maidenhead         | 2-0                                                             | Marlow           | 11 novembre 1871 |
| Upton Park         | 0-3                                                             | Clapham Rovers   | 11 novembre 1871 |
| Queen's Park       | Partita non disputata, entrambe qualificate al turno successivo | Donington School |                  |
| Royal Engineers    | Qualificata per ritiro dell'avversaria                          | Reigate Priory   |                  |
| Wanderers          | Qualificata per ritiro dell'avversaria                          | Harrow Chequers  |                  |
| Hampstead Heathens | Qualificata automaticamente al turno successivo                 |                  |                  |

## Secondo turno
Nel secondo turno, il Queen's Park fu sorteggiato nuovamente con il Donington School. Stavolta, però, i secondi si ritirarono dalla competizione, spianando agli scozzesi il cammino verso il turno successivo, ancora una volta senza giocare. La partita fra Barnes e Hampstead Heathens finì in pareggio, ma stavolta, anziché far accedere entrambe le formazioni al turno successivo, si decise per il replay, che vide gli Heathens trionfare.
| Squadra Locale | Punteggio                              | Squadra Ospite     | Data             |
| -------------- | -------------------------------------- | ------------------ | ---------------- |
| Crystal Palace | 3-0                                    | Maidenhead         | 16 dicembre 1871 |
| Clapham Rovers | 0-1                                    | Wanderers          | 16 dicembre 1871 |
| Barnes         | 1-1                                    | Hampstead Heathens | 23 dicembre 1871 |
| Hitchin        | 0-5                                    | Royal Engineers    | 10 gennaio 1872  |
| Queen's Park   | Qualificata per ritiro dell'avversaria | Donington School   |                  |

### Ripetizione
| Squadra Locale | Punteggio | Squadra Ospite     | Data           |
| -------------- | --------- | ------------------ | -------------- |
| Barnes         | 0-1       | Hampstead Heathens | 6 gennaio 1872 |

## Quarti di finale
A causa del numero dispari dei partecipanti a questo turno, al Queen's Park fu accordato il passaggio del turno, costruendo così il singolare caso dell'aver superato tre turni ed essere giunti in semifinale senza mai essere scesi in campo. Fra Crystal Palace e Wanderers finì in pareggio, ed entrambe le squadre furono ammesse in semifinale. I Royal Engineers superarono il turno con un 3-0 agli Hampstead Heathens, che non avrebbero mai più partecipato alla competizione.
| Squadra Locale  | Punteggio                                       | Squadra Ospite     | Data            |
| --------------- | ----------------------------------------------- | ------------------ | --------------- |
| Wanderers       | 0-0                                             | Crystal Palace     | 20 gennaio 1872 |
| Royal Engineers | 3-0                                             | Hampstead Heathens | 27 gennaio 1872 |
| Queen's Park    | Qualificata automaticamente al turno successivo |                    |                 |

## Semifinale
Tutte le partite dalle semifinali in poi furono giocate al Kennington Oval, a Londra. Entrambe le semifinali si conclusero in pareggi a reti inviolate, e ciò portò a disputare dei replay. Il Queen's Park, però, non poteva permettersi una seconda trasferta da Glasgow, e perciò si ritirò dalla competizione, liberando il posto in finale per i Wanderers. Nell'altra gara, i Royal Engineers si assicurarono il posto in finale chiudendo 3-0 la pratica Crystal Palace al secondo tentativo.
| Londra 17 febbraio 1872, ore 15:15 CET Semifinale | Crystal Palace | 0 – 0 | Royal Engineers | Kennington Oval (2 000 spett.) |

| Londra 5 marzo 1872, ore 15:35 CET Semifinale | Queen's Park | 0 – 0 | Wanderers | Kennington Oval (2 000 spett.) |

### Ripetizione
| Londra 9 marzo 1872, ore 15:00 CET Ripetizione                 | Royal Engineers | 3 – 0 | Crystal Palace | Kennington Oval (2 000 spett.) |
| \| \| \| \| \| Renny-Tailyour 2’ Mitchell ? \| Marcatori \| \| |                 |       |                |                                |
|                                                                |                 |       |                |                                |
| Renny-Tailyour 2’ Mitchell ?                                   | Marcatori       |       |                |                                |

### Tabella riassuntiva
| Squadra Locale | Punteggio | Squadra Ospite  | Data             |
| -------------- | --------- | --------------- | ---------------- |
| Crystal Palace | 0-0       | Royal Engineers | 17 febbraio 1872 |
| Wanderers      | 0-0       | Queen's Park    | 5 marzo 1872     |

#### Ripetizione
| Squadra Locale  | Punteggio                              | Squadra Ospite | Data         |
| --------------- | -------------------------------------- | -------------- | ------------ |
| Royal Engineers | 3-0                                    | Crystal Palace | 9 marzo 1872 |
| Wanderers       | Qualificata per ritiro dell'avversaria | Queen's Park   |              |

## Finale
La finale si giocò al Kennington Oval fra i Wanderers e i Royal Engineers. Gli Engineers erano maestri nel possesso palla, e basavano la loro tattica proprio sul gioco di squadra, elemento innovativo in un'epoca in cui a farla da padrona era l'utilizzo del dribbling e la valorizzazione delle individualità. Nonostante ciò, i Wanderers dominarono la partita, e vinsero con un gol di Morton Betts al 15'. Per ragioni ancora poco chiare, Betts giocò la finale con lo pseudonimo di "A.H. Chequer", derivato dal suo passato con il club degli Harrow Chequers.
| Arbitro: | Alfred Stair |

|           |           |  |
| Betts 15’ | Marcatori |  |